# گرونباخ ام اشنیبرگ
گرونباخ ام اشنیبرگ (به آلمانی: Grünbach am Schneeberg) یک منطقهٔ مسکونی در اتریش است که در ناحیه نوین‌کیرشن واقع شده‌است. گرونباخ ام اشنیبرگ ۱٬۷۷۶ نفر جمعیت دارد.